# Înghițitorul de săbii
Înghițitorul de săbii este un film românesc din 1982 regizat de Alexa Visarion după propriul scenariu. Rolurile principale au fost interpretate de actorii Mircea Albulescu, George Constantin, Victor Rebengiuc și Ștefan Iordache.
Scenariul este o adaptare a povestirilor „Moartea înghițitorului de săbii” și „Revoltă în port” de Alexandru Sahia și a schiței „Vine doamna și domnul general” de Gheorghe Brăescu.

## Rezumat
Filmul descrie viața unui fost artist de circ care își câștigă traiul din prezentarea în sate și orașe a unui număr de senzație intitulat „Înghițitorul de săbii”.

## Distribuție
- Mircea Albulescu — Mihai Gherlaș[2] („Minunea Gherlaș”), artist de circ
- George Constantin — col. Măruță, comandantul garnizoanei orașului
- Victor Rebengiuc — eroul orb
- Ștefan Iordache — maestrul Valentin, artist acrobat echilibrist
- Mitică Popescu — sergentul Vasile, șeful postului de jandarmi
- Leopoldina Bălănuță — femeia în negru pe care o visează Gherlaș
- Tamara Buciuceanu-Botez — cucoana
- Octavian Cotescu — primarul orașului
- Mircea Cristache — Alexandru, copilul muncitorului Pascu
- Nicolae Praida — Mihail, șeful sindicatului muncitorilor portuari
- Ștefan Sileanu — locotenentul
- Radu Panamarenco — caporalul
- Dorel Zaharia
- Dinu Manolache — recrutul milos
- Victor Ștrengaru — negustorul de haine vechi
- Corneliu Dumitraș
- Simion Hetea
- Răzvan Vasilescu — Fane, mahalagiu derbedeu
- Rozina Cambos — cântăreața
- Dan Andrei Bubulici
- Florin Zamfirescu — muncitor
- George Negoescu — orășean bătrân
- Jorj Voicu — orășean cu joben
- Dorina Lazăr — orășeancă, prietena Vetuței
- Irina Mazanitis
- Rodica Mandache — Vetuța, orășeanca speriată de un șoricel
- Zoe Muscan
- Dana Dogaru — femeia acostată de Fane
- Luminița Gheorghiu — orășeancă
- Ovidiu Moldovan — caporal de jandarmi
- Valeria Sitaru — iubita muncitorului
- Rodica Dianu
- Anca Constantin
- Ileana Cernat
- Vera Varzopov
- Ileana Codarcea
- Elisabeta Zamfirescu
- Corneliu Revent — ofițer
- Andrei Codarcea — maior
- Angela Stoenescu
- Paul Ioachim — ofițer
- Traian Dănceanu — ofițer
- George Bănică
- Gelu Nițu — militar tânăr din târgul de vechituri
- Ion Anghel — cârciumarul
- Vasile Ichim
- Marius Turcu
- Ștefania Russe
- Gheorghe Buznea
- Constantin Petrican
- Sabin Făgărășanu
- Mihai Dobre
- Simion Negrilă
- Constantin Cojocaru
- Mihail Stan
- Adrian Vișan
- Ion Colomieț
- Elefterie Mihalache
- Alexandru Georgescu
- Ștefan Tivodaru
- Alexandru Drăgan
- Eusebiu Ștefănescu — ofițer
- Cristian Pisoschi
- Alexandru Lungu — țăran bătrân
- Alexandru Lazăr
- Mircea Cruceanu
- Boris Petroff
- Ion Chițoiu
- Mircea Dumitru
- Sebastian Radovici
- Aurelian Napu
- Laurențiu Maricel
- Radu Gh. Zaharia
- Marius Ionescu
- Romulus Dumitrescu
- Ion Anestin — vizitator al târgului rural
- Hamdi Cerchez — vizitator al târgului rural
- Marin Benea
- Dumitru Chesa — vizitator al târgului rural
- Aristide Teică — turc de la târgul rural
- Sergiu Demetriad
- Lupu Buznea
- Eugen Racoți
- Cristian Dinescu
- Tudorel Filimon — vizitator al târgului rural
- Sebastian Comănici
- Nicolai Ivănescu
- Alexandru Angheluță
- Stelian Cărbunaru
- Ion Soare
- Cătană Petrică — copil
- Doru Dumitrescu
- Viorel Plăvițiu
- Paul Fister
- Ioan Crăciun
- Radu Popescu
- Dumitru Crăciun

## Producție
Coloana sonoră este realizată de Ansamblul Hyperion, sub bagheta dirijorului Aurelian Octav Popa.

## Primire
Filmul a fost vizionat de 1.390.374 de spectatori în cinematografele din România, după cum atestă o situație a numărului de spectatori înregistrat de filmele românești de la data premierei și până la data de 31 decembrie 2014 alcătuită de Centrul Național al Cinematografiei.
În 1982, a primit Premiul ACIN pentru cel mai bun actor (Mircea Albulescu) și diplome de onoare pentru imagine și muzică.